# Obraz Matki Bożej Piaskowej
Obraz Matki Bożej Piaskowej (również Obraz Matki Bożej Pani Krakowa) – wizerunek przedstawiający Maryję z Dzieciątkiem w typie hodegetrii, znajdujący się w sanktuarium maryjnym pod opieką ojców karmelitów w Krakowie, nieznanego autorstwa, otoczony szczególnym kultem religijnym wśród wiernych Kościoła rzymskokatolickiego i uważany za cudowny.

## Historia obrazu
Fundację Bazyliki Nawiedzenia Najświętszej Maryi Panny na Piasku przypisuje się, według tradycji i przekazów Jana Długosza, królowej Jadwidze, która sprowadzając z Pragi Zakon Karmelitański, ofiarowała przybyłym zakonnikom tereny wraz z ogrodami na Piasku. Budowa została zakończona na przełomie XV i XVI wieku, oddając do użytku trzynawowy kościół gotycki.
Obraz Matki Bożej na ścianie zewnętrznej kościoła namalowany został najprawdopodobniej w okolicach 1500 r. Wedle przekazu twórcą miał być nieznany z imienia zakonnik, biegły w sztuce malarskiej, zaznajomiony z włoskim renesansem, który zwyczajem przyjętym u karmelitów, namalował obraz na murze przy samych drzwiach od ulicy, aby przychodzący i wychodzący ludzie pokłon czyniąc Rodzicielce Bożej o niej pamiętali. Od początku wizerunek uważany był za cudowny, dla ochrony obrazu wzniesiono w XVI w. kaplicę.
Na początku wieku XVI obraz został po raz pierwszy przemalowany i uzupełniony, wymagając pilnych poprawek ze względu na warunki atmosferyczne. Zamalowano wtedy wizerunki aniołów, tworząc niebieskie tło.

### Pierwszy pożar i odbudowa

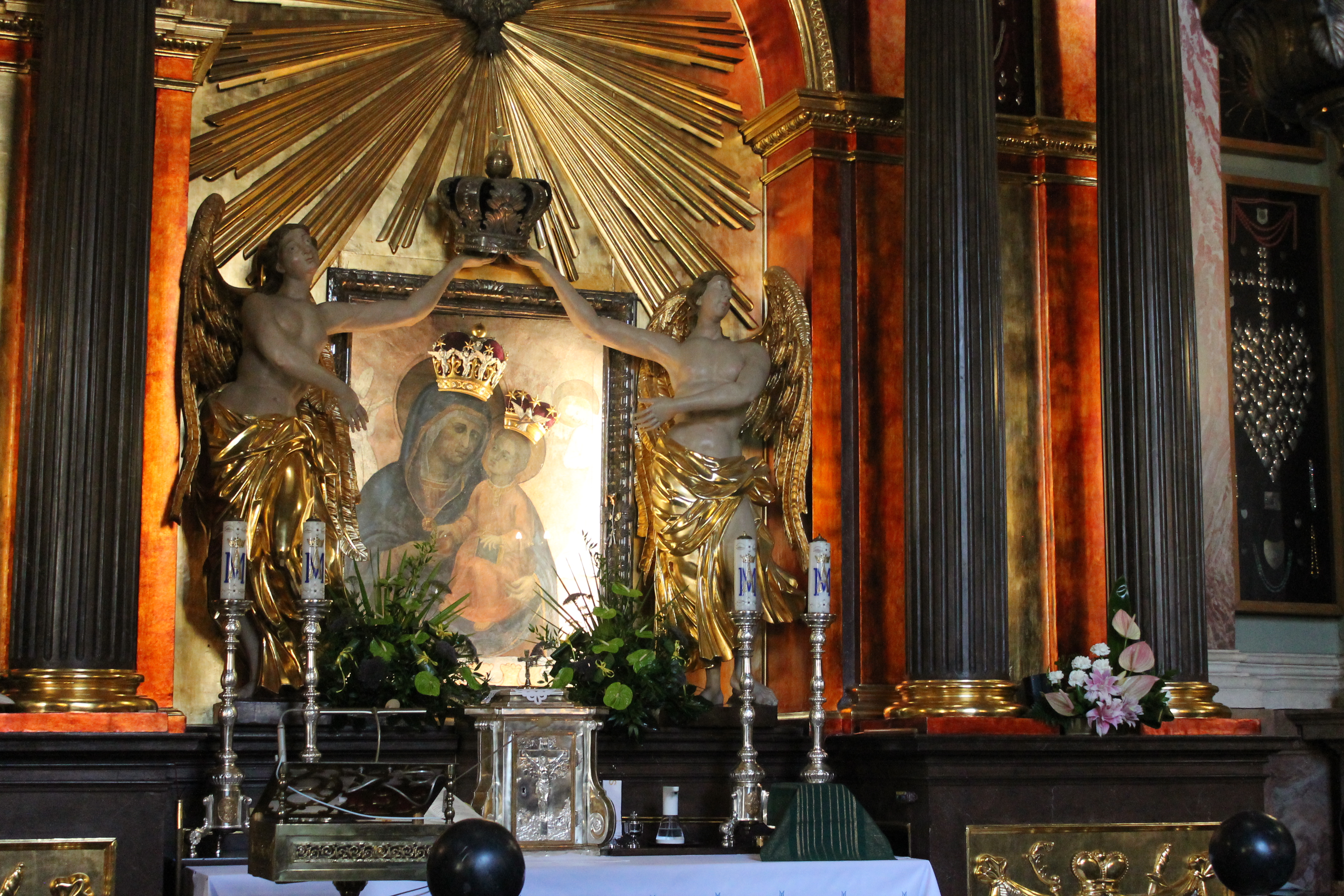
Ołtarz w kaplicy cudownego obrazu Matki Bożej Piaskowej

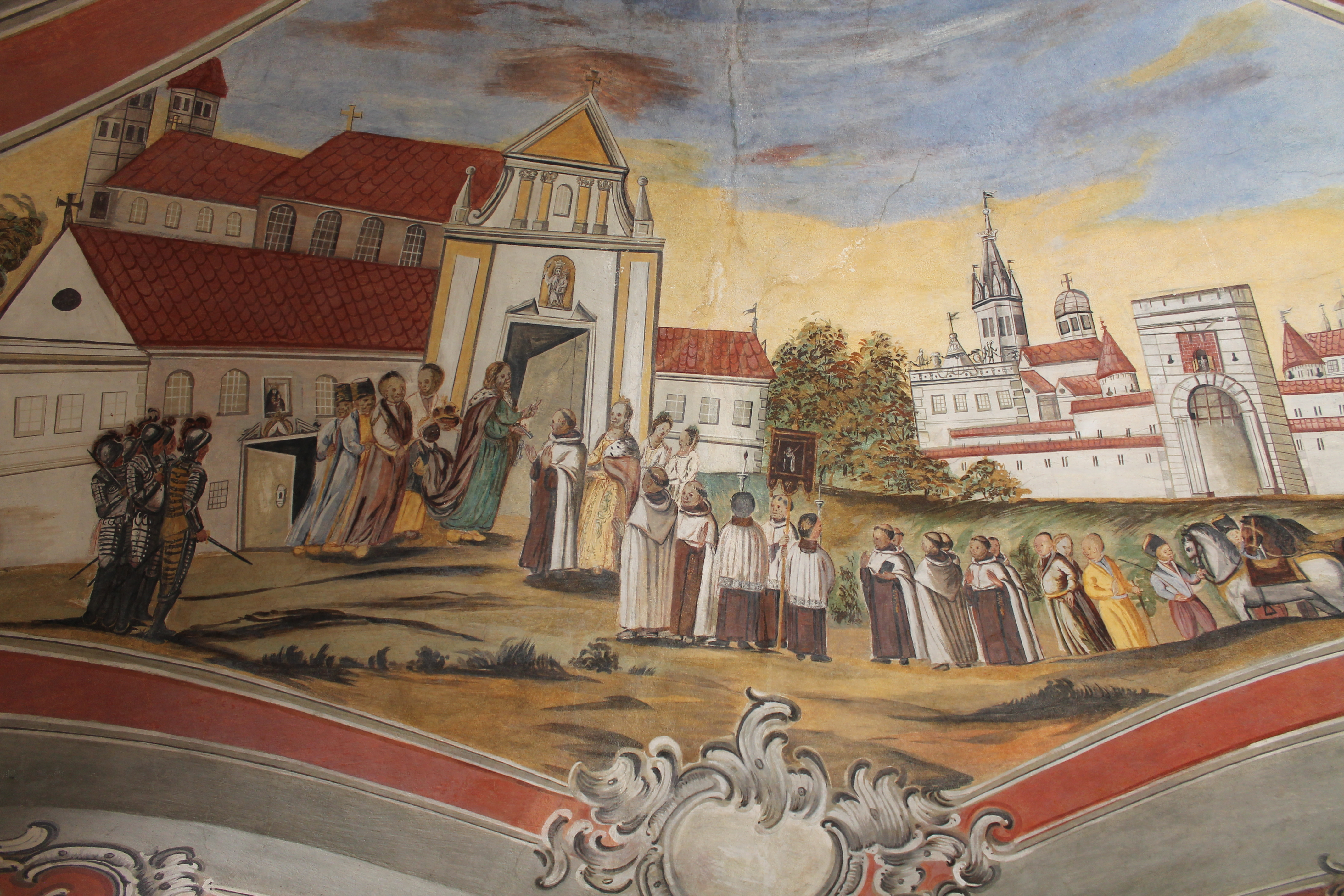
Fundacja klasztoru, fragment malowideł z krużganków klasztornych

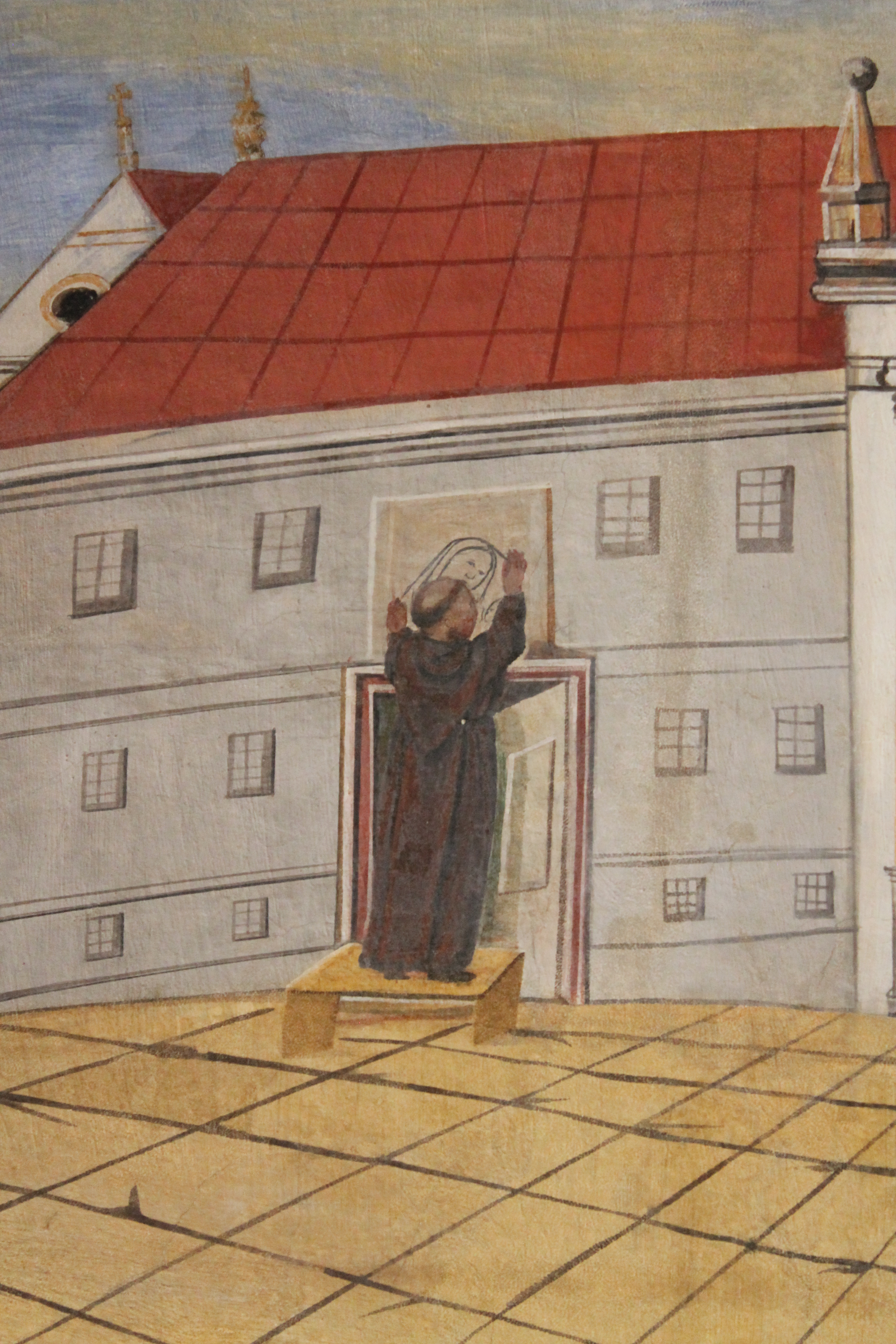
Pobożny brat rozpoczyna malowanie obrazu, fragment malowideł na suficie krużganków klasztornych

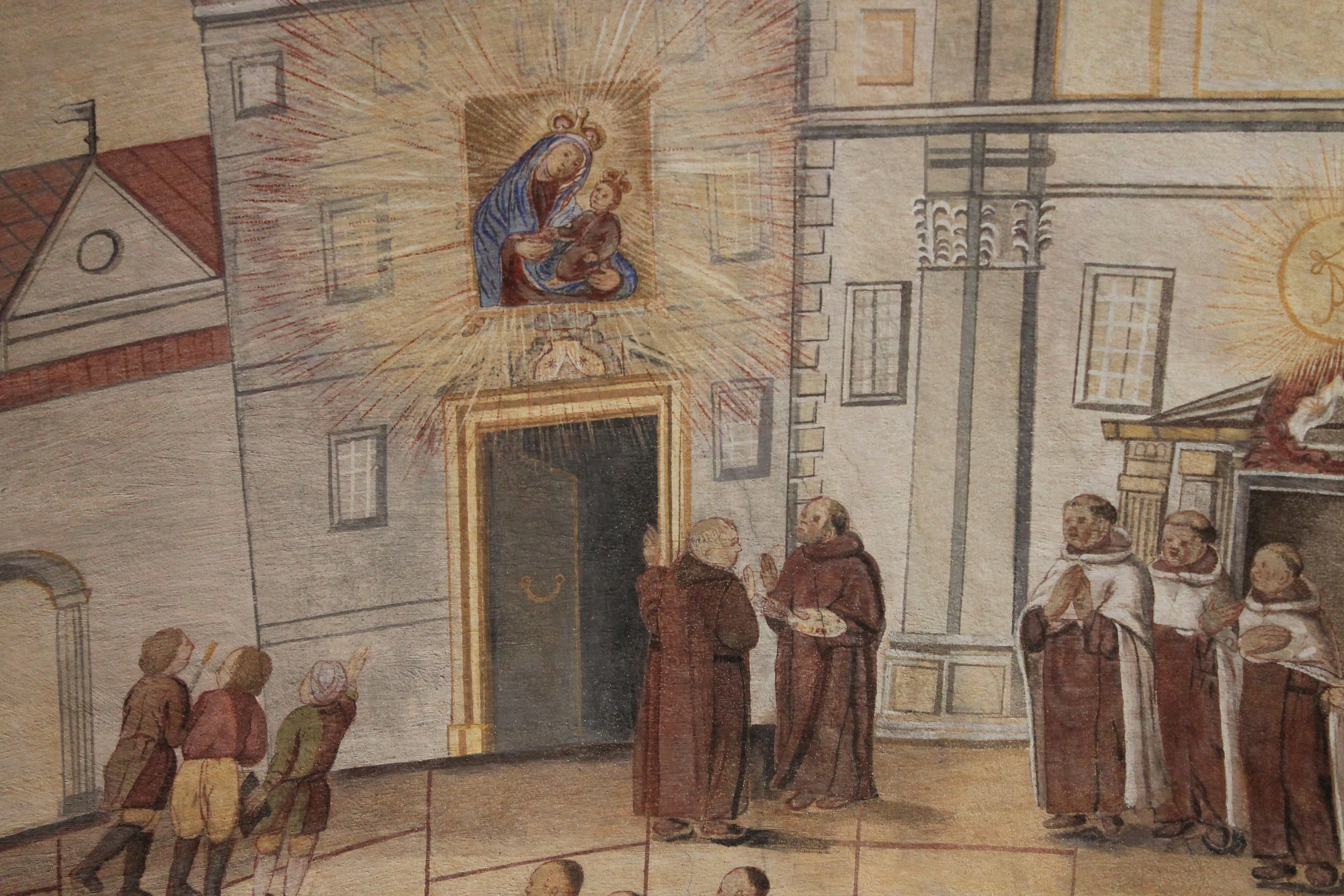
Cudowne dokończenie obrazu, ręką nie ludzką, lecz Boską czynionego, malowidła z sufitu krużganków klasztornych na Piasku

W 1578 r. w wyniku najazdu na Kraków Maksymiliana Habsburga, podpalono przedmieścia (na Piasku znajdowało się wówczas 232 domy drewniane, 7 dworów i dworków i jedynie 3 kamienice). Spłonął wówczas kościół, klasztor i biblioteka klasztorna. Ocalała jedynie kaplica, w której znajdował się obraz. Wydarzenie odebrano jako cudowne,  co ugruntowało ostatecznie powszechny kult i uwiarygodniło dotychczasowe przypadki uzdrowień i wskrzeszeń.
Odbudowa klasztoru i kościoła, wsparta finansowo przez Annę Jagiellonkę i profesora Akademii Krakowskiej Rocha z Poznania, zaowocowała oddaniem do użytku murowanego kościoła wybudowanego wspaniale.
Faktyczne wznoszenie kaplicy z kamienia rozpoczęto w 1637 roku, prawdopodobnie według projektu Giovanniego Trevano, nazywanego w notatkach z remontów swojsko brzmiącym nazwiskiem Dziani. Prace trwały do zimy 1641 r.
Świątynię nawiedzali wierni różnych stanów, a wśród nich Zygmunt III Waza z Anną Austriaczką, którzy ofiarowali Matce Bożej w opiekę zdrowie księcia Władysława, ofiarując jako wotum za uzdrowienie figurkę ze złota, odlaną według wzrostu chłopca. Władysław pamiętał o doznanej łasce przez całe życie i przypisywał wstawiennictwu Matki Bożej Piaskowej zwycięstwo pod Smoleńskiem.
W początkach wieku XVII obraz miał paść ofiarą obrazoburczej grabieży, której sprawców ujęto, a wota odzyskano. Wydarzenie to nie ma jednak umocowania w źródłach.

### Cudowne znaki, drugi pożar, potop szwedzki
W 1634 roku, podczas jednego z nabożeństw obraz miał blednąć, a następnie bardzo mocno pociemnieć. Stan ten utrzymywał się przez 6 dni. Po oględzinach, zawyrokowano pod przysięgą, że zaciemnienie nie powstało ani z wilgoci, ani z surowości muru. Zjawisko zostało odebrane jako zapowiedź nadchodzącego niebezpieczeństwa: śmierć w młodym wieku dwóch królewiczów- Jana Alberta i Aleksandra, najazdów Tatarów i Turków, narastanie konfliktu z Moskwą. Przekaz o wydarzeniu dowodzi bardzo mocnemu zakorzenieniu się kultu Pani Piaskowej w świadomości wiernych.
Powtórne zaciemnienie obrazu miało miejsce 26 lipca 1655 r., według opisu Grodzińskiego na czcigodnem czole wyniknęły były i wypłynęły krople wielkie jak orzech laskowy, które częścią na czole stały, częścią, że upadały i na podesłaną tuwalnię spadały. Wydarzenie złożyło się w czasie z wejściem wojsk Karola Gustawa do Poznania. Po zajęciu Wielkopolski i Mazowsza, Szwedzi kierowali się do Krakowa. Na rozkaz Stefana Czarnieckiego podpalono przedmieścia miasta, chcąc dymem osłonić mury przed ostrzałem wroga. Z pożaru ponownie ocalała jedynie Kaplica Matki Bożej Piaskowej, bo nad całym gmachem kościoła, kaplicy i klasztoru unosi się śliczna jakaś postać kobieca, cała jakby w śnieżnej bieli ubrana, a długim i szerokim płaszczem swoim wszystkę przestrzeń murów na około okrywająca.

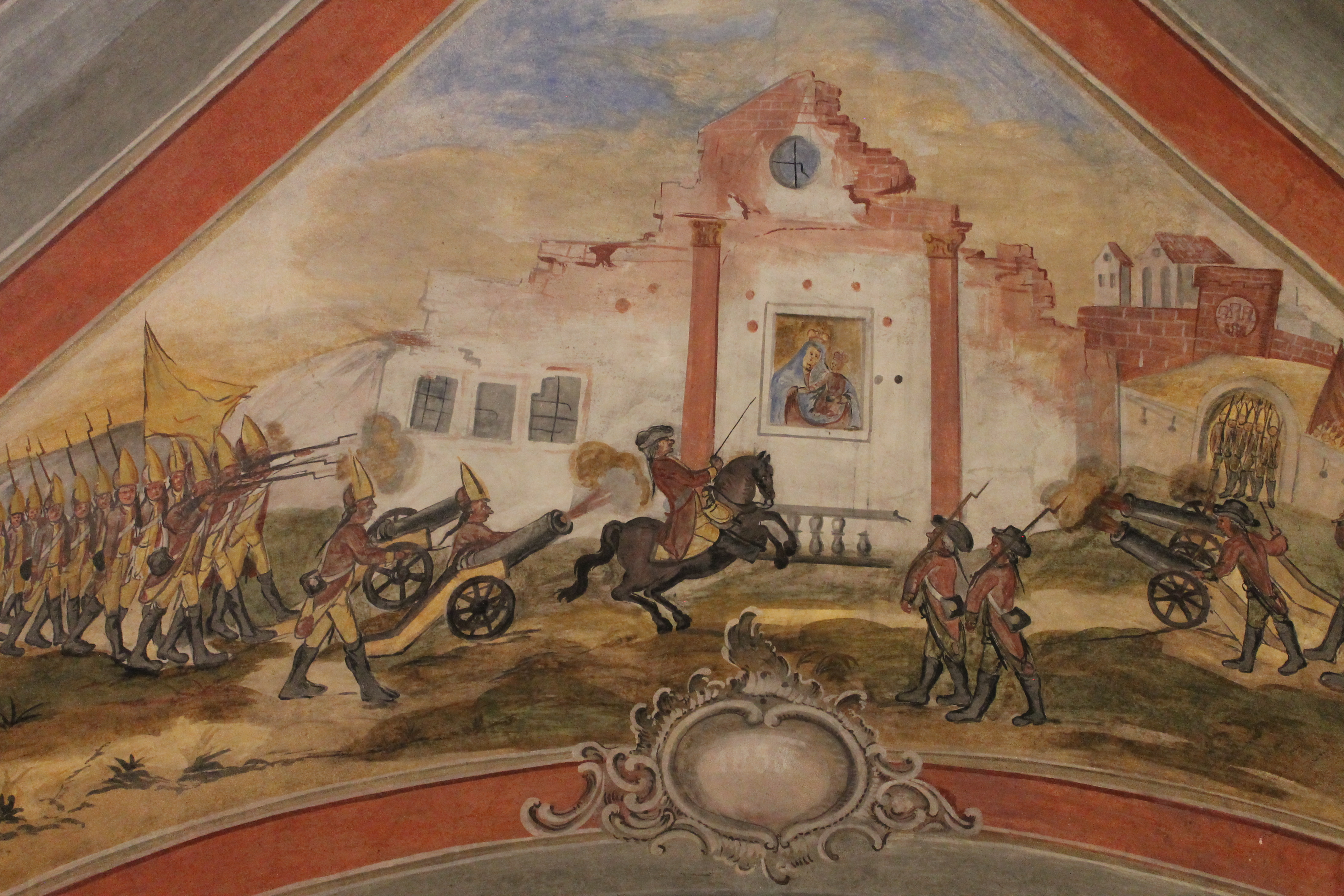
Potop szwedzki, fragment malowideł z sufitu krużganków klasztornych na Piasku

Pomimo ratunku z pożaru, pozostałe zabudowania posłużyły najeźdźcy do oblegania miasta. Klasztor został doszczętnie złupiony i wyburzony, pozostała jedynie ściana z cudownym wizerunkiem. Połupane kamienie, spadające z góry, utworzyły rodzaj kurtyny, czy też zasłony, jakby je jakaś wprawna ręka układała i ta niezwykła kupa kamieni, niczym pokrowiec zakryła w końcu całą powierzchnie obrazu. Pomimo zorganizowania przez Szwedów wysypiska, licznych profanacji i prześladowania wiernych, mieszkańcy Krakowa gromadzili się przed obrazem na modlitwę. W akcie złości, jeden z żołnierzy miał uderzyć szpadą w oblicze, raniąc policzek Madonny. W bezpośrednim następstwie, miał zostać postrzelony w to samo miejsce, przez niespodziewanie nadciągający hufiec polski. Trudno potwierdzić tę wersję wydarzeń, jednak w sprawozdaniu Komisji Historii Sztuki z 26 stycznia 1899 roku stwierdzono głębokie uszkodzenia malatury w prawym policzku i nosie.
W czasie potopu miał wydarzyć się cud wskrzeszenia mężczyzny, topielca, którego ciało przyniosła żona, gorliwie modląc się o powrót do życia. W ramach wdzięczności, kobieta miała okryć obraz tym samym materiałem, w który było zawinięte ciało męża. Materiał jako wotum przetrwało zatknięte za obraz do połowy XIX wieku.

### Odbudowa
Natychmiast po odstąpieniu najeźdźcy przystąpiono do odbudowy kaplicy, najpierw jako drewnianej, a następnie okazałej, murowanej budowli. W 1658 r. podczas sejmiku województwa krakowskiego zobowiązano posłów do przedstawienia królowi sprawy odbudowy kościoła. Wsparcie Michała Korybuta i fundusz ofiarowany pośmiertnie przez biskupa Piotra Gembickiego pozwolił na rozpoczęcie prac. Przemalowano wówczas tło obrazu na kolor oliwkowy. Jako datę ostatecznego zakończenia remontów przyjmuje się rok 1678, kiedy na szczycie kaplicy umieszczono pozłacaną figurkę Matki Bożej, wykonaną przez krakowskiego złotnika Mikołaja Truszowicza. Zasłużony dla odbudowy kościoła prowincjał, o. Marcin Charzewicz, ofiarował wtedy do kaplicy ozdobioną perłami i rubinami złotą sukienkę dla Matki Bożej Piaskowej. W tym czasie zamówiono także malowaną zasuwę do obrazu, którą wykonał artysta dworu królewskiego, Jan Tretka. Przed tak odnowionym wizerunkiem modlił się przed wyprawą na Wiedeń król Jan III Sobieski, który jeszcze jako młodzieniec, wysyłany przez ojca na nauki do Krakowa, otrzymał napomnienie, aby singulari devotione mieli te trzy miejsca: obraz Najświętszej Panny na Piasku, grób św. Stanisława i na Skałce locum martyrii jego, jako i grób św. Jacka.
Konsekrację kaplicy poprzedziły ośmiodniowe uroczystości z procesjami, w których brali udział licznie mieszkańcy Krakowa, biskupi, księża i zakonnicy. Konsekracji dokonał 23 kwietnia 1679 r. biskup Mikołaj Oborski. Już wtedy istniał ołtarz, skromniejszy od obecnego, do którego w latach 1681-1682 dodano postacie drewnianych aniołów i koronę.

### Pierwsza próba koronacji, remonty
Liczne uzdrowienia, wskrzeszenia i cuda otrzymywane przez wstawiennictwo Matki Bożej Piaskowej, ściągały do Krakowa licznych pielgrzymów. W wieku XVIII, przy dość ugruntowanej pozycji, wystąpiono do Stolicy Apostolskiej prośbę w sprawie koronacji obrazu. Dekret koronacyjny z roku 1764 nie przyniósł jednak oczekiwanego skutku i do koronacji nie doszło.
W roku 1782 zainstalowano w kaplicy dwa bliźniacze chóry muzyczne wraz ze stallami o malowanych zapieckach i ambonę. Cztery lata później, dzięki zapisowi bp. Kajetana Sołtyka, przeprowadzono remont kaplicy i wstawiono nowy ołtarz, który, podobnie jak poprzedni, eksponował malowidło jako samodzielny obraz ołtarzowy. Na ten czas datuje się także ostatnie przemalowania, tym razem przy użyciu farb olejnych. Rozległe retusze pozbawiły obrazu pierwotnej subtelności. Dodano krzyżyk na jabłku, wręczanym Dzieciątku i sprzedano starą srebrną sukienkę, a z uzyskanych środków zakupiono nową z aksamitu pąsowego i karmazynowego podszytego płótnem białym, obszytą galonem, złotymi nićmi i koralami oraz białą koronkę do firanek. W tym samym roku podstoli czernichowski, Jędrzej Rogala Zawadzki, ofiarował dla Matki Bożej srebrną koronę, ważącą prawie 5 kg. W 1841 r. ze zbiórki dam krakowskich ofiarowano posrebrzaną sukienkę dla Piaskowej Madonny. Z innych fundacji w roku 1852 i 1873 przeprowadzono potrzebne prace remontowe i odnowiono ołtarz.

### Konflikt z parafią św. Szczepana, druga próba i koronacja
W czasie zarządzania diecezją krakowską przez sufragana Józefa Olechowskiego, zburzono kościół św. Szczepana, przenosząc parafię wraz z duchownymi do karmelitów. Odebrano wówczas zakonnikom kościół, przeznaczony na potrzeby parafii. Koronacja miała przywrócić miejscu dawną świetność i zmienić sytuację własnościową. Wymiana korespondencji z Watykanem w latach 1881-1883 przyniosła oczekiwany rezultat. Uroczystość odbyła się pomimo trudnej sytuacji, z bogatą oprawą, w dniu 8 września 1883, w dwusetną rocznicę zwycięstwa pod Wiedniem. Obchody stały się okazją do manifestacji uczuć patriotycznych.

### Konserwacja
15 lat po koronacji wizerunek wzbudził zainteresowanie konserwatorów i historyków sztuki, którzy po oględzinach stwierdzili stan zachowania fresku, określając go jako groźny. Złuszczająca się farba opadała płatkami, a tynk odchodził od murów. Pomimo złego stanu, restaurację przeprowadzono dopiero w 1953 r. Konserwację powierzono Rudolfowi Kozłowskiemu, autorowi konserwacji ikony jasnogórskiej. Odsłoniono wówczas, niewidoczne do tej pory, zamalowane postacie aniołów.

### Setna rocznica koronacji
Przygotowania do jubileuszu rozpoczęto z wyprzedzeniem, aby wykonać niezbędne prace konserwatorskie i remontowe. Renowacja przeprowadzona pod kierownictwem prof. Zofii Medweckiej w roku 1982 dostarczyła nowych informacji i przyniosła usystematyzowanie dotychczasowych ustaleń. Potwierdzono przypuszczenie o pierwotnym rozmiarze fresku, daleko wykraczającym poza sam wizerunek Matki Bożej, a także stwierdzono, że tynk nie był pierwotnie przeznaczony na podobrazie. Tło malowidła i lamówki szaty Maryi były prawdopodobnie posrebrzane, a nimby pozłacane.
W rekonstrukcji usunięto, jako wadliwie wykonaną, stylizowaną chmurkę po prawej stronie płaszcza Matki Bożej i uzupełniono poprzez punktowanie kolorystykę czerwonego tła.

## Legendy
Legenda o powstaniu obrazu, uwieczniona w licznych dziełach pisanych i malowanych (sufit krużganków klasztornych na Piasku) mówi o pobożnym karmelicie, który powziął myśl namalowania obrazu Panienki nad wejściem do kościoła, zgodnie z karmelitańską tradycją. Pracę musiał przerwać ze względu na sygnaturkę, wzywającą na nieszpory. Po modlitwie bramy klasztorne zamknięto, a pracę rozłożono na dzień następny. Tymczasem w sposób cudowny niewidoma ręka odmalowała zakreślony obraz, co więcej jasność z niego świecąca zwróciła nad rankiem uwagę przechodzących i wywołała podziw i zdumienie. Rychło zebrało się mnóstwo ludzi, poczęli wyrażać swe uczucia w słowach, wołaniach i uniesieniach radosnych. Gwar ten niezwykły przeniknął do klasztoru; przybiegli Karmelici, a upadłszy na twarz, cześć oddawali temu cudownemu zjawieniu obrazu. Wiadomość o tem rozniosła się po całym Krakowie i całe miasto spieszyło przypatrzeć się cudowi. A gdy zaś rozległy się nad jasnością przedziwne melodyje śpiewu [...] uniesienie granic już nie miało i przeszło w zachwycenie.
Historia przedstawia trzy istotne kwestie: nadzwyczajny kult obrazu, jaki istniał od samego powstania, nawiązuje do wątku acheiropoietos, popularnego w Bizancjum i ukazuje znane w tamtym okresie protektywne postrzeganie wizerunków nadbramnych – Mikołąj Grodziński uważa Zakon karmelitański za propagatorów tego obyczaju w kulturze łacińskiej.

## Charakterystyka obrazu
Obraz jest jedyną pozostałą częścią dzieła powstałego jako fresk suchy na tynku, pierwotnie jako fresk zewnętrzny. Oprócz wizerunku Maryi, zachowały się także postacie dwóch aniołów z instrumentami muzycznymi, otaczających główne postacie.
Maryja przedstawiona została w półpostaci, frontalnie, z głową lekko przechyloną w stronę Dzieciątka i łagodnym spojrzeniem, skierowanym w stronę widza. Na lewej ręce podtrzymuje Dzieciątko, któremu podaje prawą ręką złote jabłko; ubrana w niebieski maforion ze złotą lamówką, spiętym na piersiach czworokątną broszą, widoczny wystający delikatny welon i blado czerwoną suknię ze wzorzystymi obszyciami. Twarz Maryi jest delikatna, pełna, o jasnej karnacji, choć w tekstach występuje określenie śniada. Okrągły podbródek sprawia wrażenie lekkiego uniesienia ku górze. Prawą, smukłą dłonią wskazuje na Dzieciątko.
Dzieciątko ukazane w całej postaci, w ramionach Matki, zwrócone w lewo, prawą dłoń kładzie na jabłku, w lewej podtrzymuje książkę w niebieskiej oprawie; ubrane w cynobrową tunikę, przewiązaną w tali, spod której wystają stópki w sandałkach. Twarz Jezusa jest dziecięca, ale pełna powagi, wzrok skierowany na Matkę, posiada ciemne oczy i jasne włosy układające się w delikatne loki.
Głowy obu postaci zostały otoczone delikatnymi, kolistymi nimbami.
Korony zaprojektowane przez Jana Matejkę, wykonane w 1880 r. przez ucznia, Władysława Gixellego posiadają głęboką wymowę patriotyczną i teologiczną. Motywy korony Matki Bożej jako Królowej Polski zostały zaczerpnięte z symboliki koron królewskich: lilie nawiązywały do koron Bolesława Chrobrego, a łuki do diademu Zygmunta Starego. Amarantowy czepiec z aksamitu, z czterema gwiazdami, podtrzymywanymi przez aniołów przypomina o godności Królowej Niebios, a glob z lapis-lazuli ze złotym, wysadzanym brylantami krzyżem- Cesarzowej Ziemi. Korona Dzieciątka jest znacznie mniejsza. Postać Gołębicy podtrzymującej Oko opatrzności, wraz z Główką Dzieciątka stanowią obraz Trójcy Świętej, a pięć gwiazd symbolizuje pięć ran Chrystusa.
Aniołowie przedstawieni w pochyleniu, ze skrzydłami, pierwotnie zielono-czerwonymi, zwróconymi do dołu, trzymają w dłoniach instrumenty muzyczne: z prawej strony skrzypce, z lewej malunek nie zachował kształtu do naszych czasów. Brązowe włosy są otoczone brunatnymi aureolami.